# Marl (Recklinghauseni járás)
Marl bányaváros Németország Észak-Rajna-Vesztfália tartományában, a Wesel-Dattel csatorna közelében, mintegy 10 kilométerre északra Recklinghausentől.
2005-ben 91 ezer lakosa volt.
Az 1960-as években Marl városa fogadta be az Ausztriában az 1956-os forradalom után nyugatra emigrált magyar zenészek alakította nagy sikerű Philharmonia Hungarica zenekart.
Marl iparváros, amely a mellette a 20. század elején feltárt feketekőszén bányáknak köszönhette gyors fejlődését. Ehhez az 1940-es évek óta jelentős vegyipar társult, a bányászat visszaszorulása azonban máig ható munkaerőpiaci szerkezeti problémák elé állította a települést.

## Városrészek
- Zentrum
- Alt-Marl
- Brassert
- Drewer
- Hüls
- Marl-Hamm
- Polsum
- Sinsen
- Lenkerbeck
- Sickingmühle
- Frentrop

## Lakosság
| Év                     | Lakosság (fő) |
| ---------------------- | ------------- |
| 1600                   | 800           |
| 1875. december 1. ¹    | 1883          |
| 1900. december 1. ¹    | 2 199         |
| 1910. december 1. ¹    | 5 571         |
| 1919. október 8. ¹     | 12 130        |
| 1925. június 16. ¹     | 16 018        |
| 1933. június 16. ¹     | 31 619        |
| 1939. május 17. ¹      | 35 288        |
| 1945. december 31.     | 42 603        |
| 1946. október 29. ¹    | 44 043        |
| 1950. szeptember 13. ¹ | 51 192        |
| 1956. szeptember 25. ¹ | 64 228        |

| Év                 | Lakosság |
| ------------------ | -------- |
| 1961. június 6. ¹  | 71 508   |
| 1965. december 31. | 76 674   |
| 1970. május 27. ¹  | 77 182   |
| 1975. december 31. | 91 930   |
| 1980. december 31. | 89 082   |
| 1985. december 31. | 87 449   |
| 1987. május 25. ¹  | 89 063   |
| 1990. december 31. | 91 467   |
| 1995. december 31. | 92 965   |
| 2000. december 31. | 93 256   |
| 2005. december 31. | 90 816   |

¹ Népszámlálás

## Sport

### Kosárlabda
- MBC 94

### Labdarúgás
- DJK Germania Lenkerbeck
- Fenerbahce Istanbul Marl
- SC Marl Hamm
- SG Marl
- Sickingmühler SV
- Spielvereinigung Marl
- SuS Polsum
- TSV Marl-Hüls, Deutscher Amateur-Meister 1954
- TuS 05 Sinsen
- VfB Hüls, Meister in der Fußball-Oberliga Westfalen im Jahre 2000
- VfL Drewer

### Ejtőernyőugrás
- Verein für Fallschirmsport Marl e.V., CRW-Weltrekord 2005

### Torna
- Skizunft Marl

### Röplabda
- VC Marl

## Polgármesterek
- 1946-1965: Rudolf-Ernst Heiland
- 1965-1974: Dr. Ernst Immel
- 1975-1984: Günther Eckerland
- 1984-1995: Lothar Hentschel
- 1995-1999: Dr. Ortlieb Fliedner
- 1999-2004: Uta Heinrich
- 2004 óta: Uta Heinrich

## Testvértelepülések
- Franciaország Creil
- Izrael Herzlia
- Németország Bitterfeld
- Egyesült Királyság Pendle
- Magyarország Zalaegerszeg
- Törökország Kuşadası